# Mary Pratt
Pour les articles homonymes, voir Pratt.
Mary Pratt, née le 15 mars 1935 à Fredericton et morte le 14 août 2018 à Saint-Jean de Terre-Neuve, est une peintre canadienne.

## Biographie
Mary Pratt naît le 15 mars 1935 à Fredericton. Son père, William J. West (en), est député à l’Assemblée législative du Nouveau-Brunswick de 1952 à 1960.
Elle rencontre son futur mari, le peintre Christopher Pratt, alors qu'elle étudie à l'École des beaux-arts de l'Université Mount Allison à Sackville, entre 1953 et 1956, puis entre 1959 et 1961. Entre-temps, de 1953 à 1959, elle le suit à Glasgow.
En 1995, une exposition itinérante organisée par la galerie d'art Beaverbrook de Fredericton lui est consacrée puis en 1997, elle est faite Compagnon de l'Ordre du Canada et reçoit le Prix Molson du Conseil des arts du Canada.
Son œuvre est caractérisée par des natures mortes aux couleurs éclatantes.
Elle est l'épouse du peintre Christopher Pratt.
Elle meurt le 14 août 2018 à Saint-Jean de Terre-Neuve.